# Wilczomlecz sierpowaty
Wilczomlecz sierpowaty (Euphorbia falcata L.) – gatunek rośliny należący do rodziny wilczomleczowatych (Euphorbiaceae). Występuje w Afryce Północnej, Azji i w Europie. W Polsce archeofit, rzadko rośnie na niżu.

## Morfologia
PokrójRoślina szaro- lub sinozielona. Zawiera sok mleczny we wszystkich organach.
ŁodygaOsiąga wysokość 10–20(40) cm, prosto wzniesiona, w górnej części silnie rozgałęziona.
LiścieUłożone skrętolegle, siedzące, klinowato-lancetowate, 3-nerwowe, zaostrzone, nagie, na brzegu nieco szorstkie. Liście w dolnej części łodygi nieco szersze i zwykle tępe.
KwiatyZebrane w 3 ramienną wierzchotkę. Górne podsadki (liście podkwiatowe) są żółte, rombowato-jajowate, drobno ząbkowane. Nektarniki żółte, wycięte, słabo półksiężycowate.
OwocRozłupnia trójkomorowa. W rozłupni znajdują się 3 owalne nasiona, poprzecznie kropkowane, z 10 bruzdami. Osiągają długość 1–1,5 mm i szerokość 0,7–0,9 mm, są brunatnoszare, matowe.

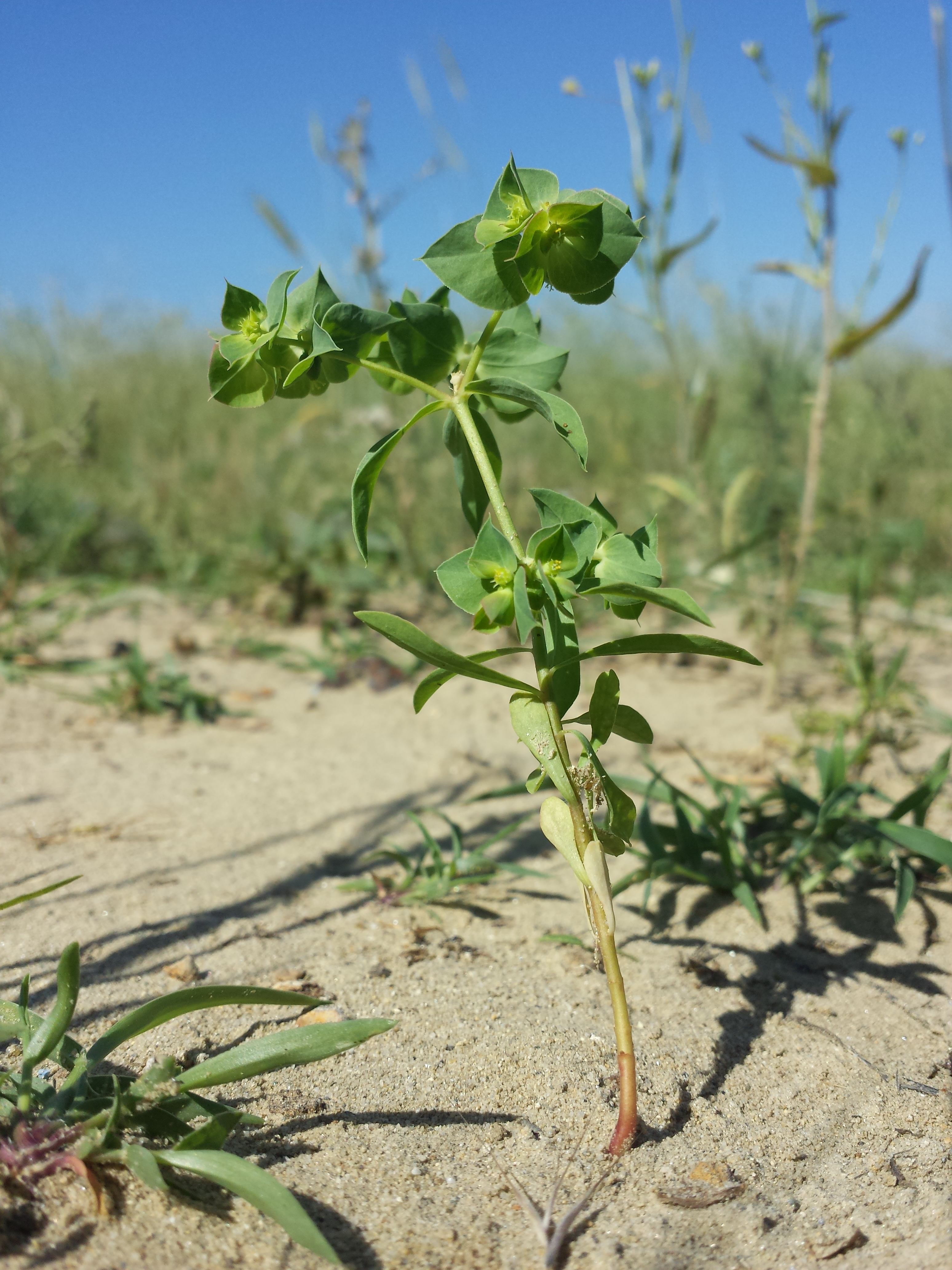
Pokrój
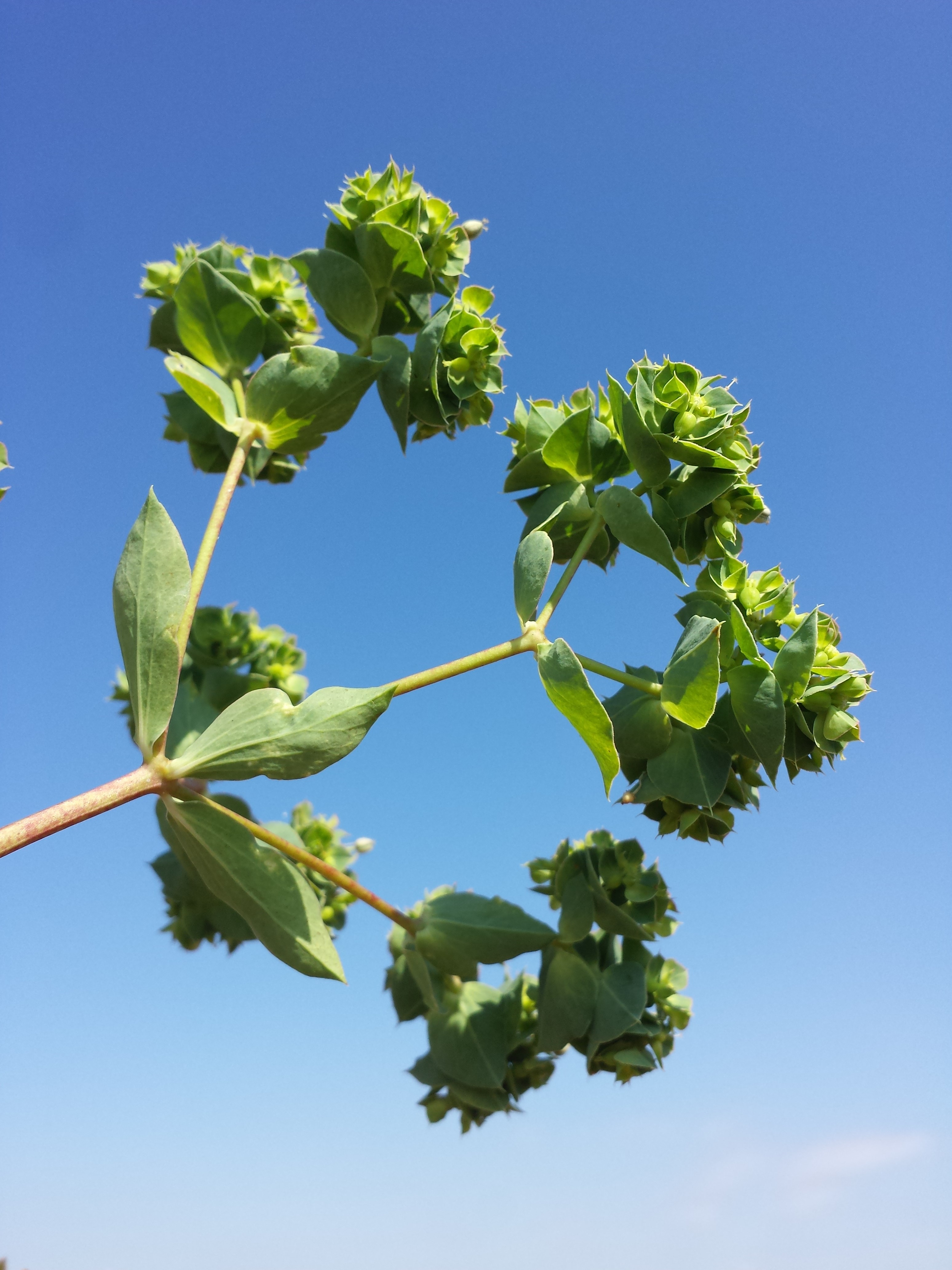
Kwiatostan
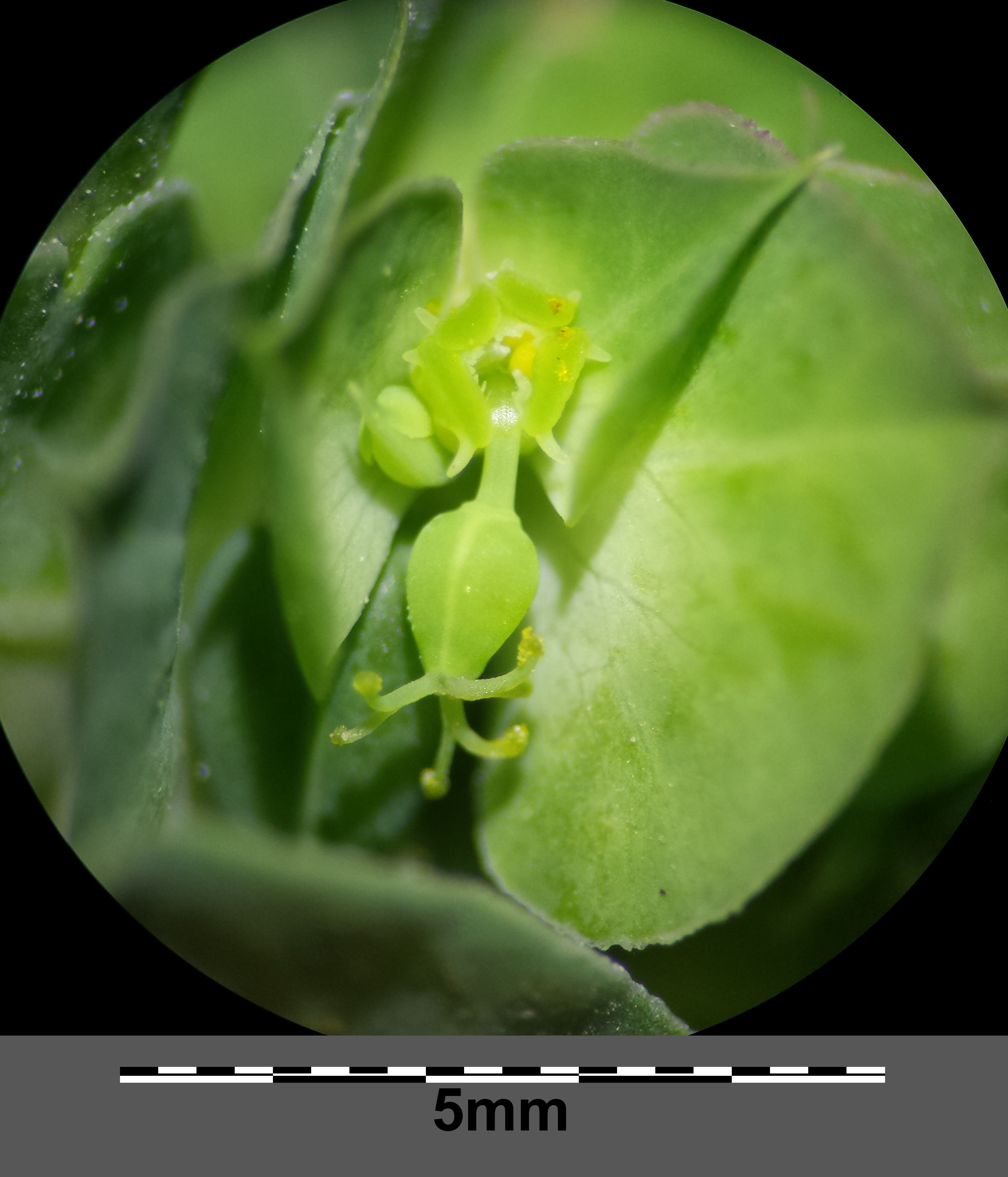
Kwiat
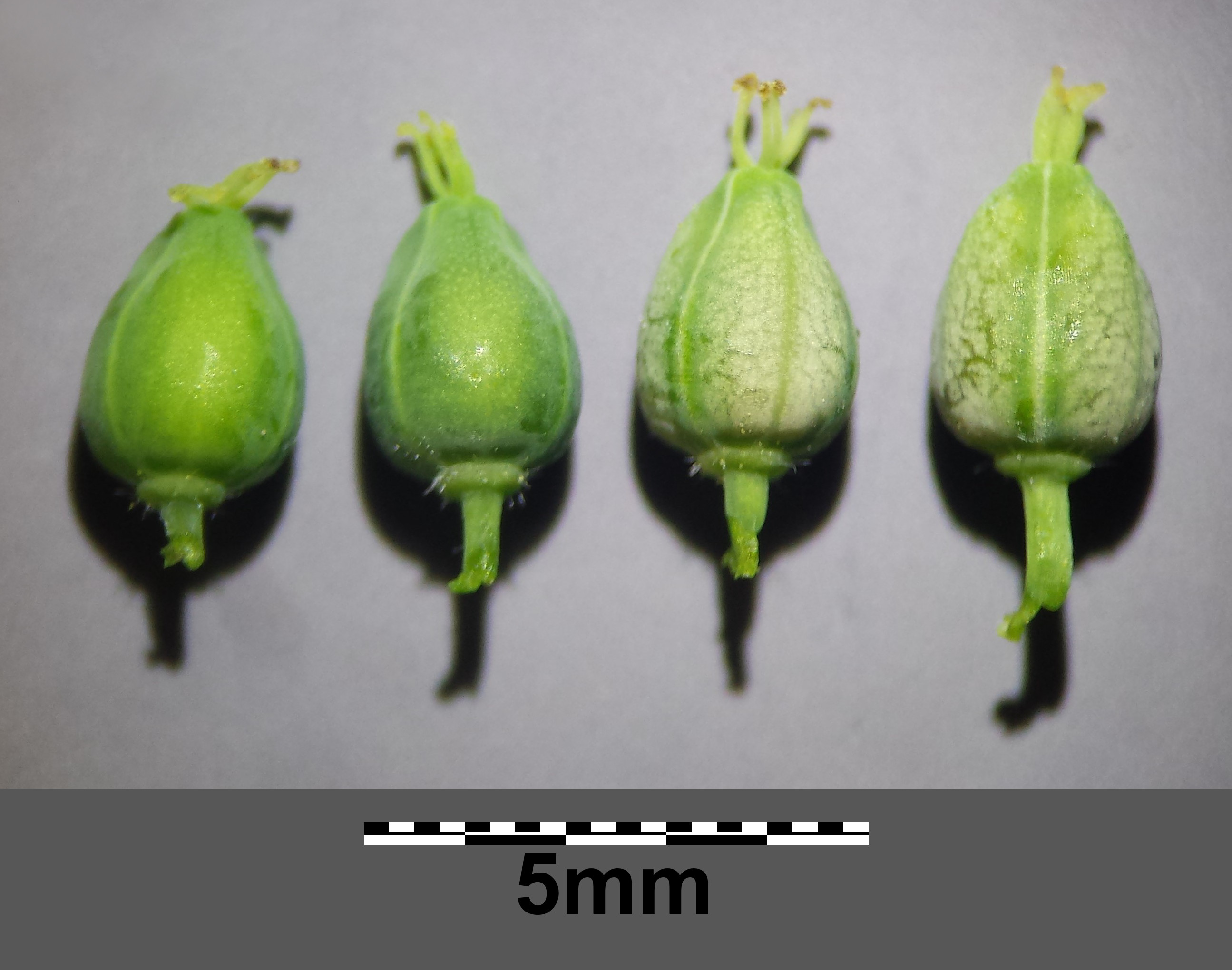
Owoce

## Biologia i ekologia
Roślina jednoroczna. Kwitnie od czerwca do października. Rośnie jako chwast na polach i ugorach. Pojawia się zwykle po żniwach. Wymaga gleb żyznych, gliniastych, wapiennych, zasadowych i suchych. Roślina trująca. Gatunek charakterystyczny dla związku (All.) Caucalido-Scandicetum. Liczba chromosomów 2n = 16,36.

## Zagrożenia i ochrona
Gatunek umieszczony na polskiej czerwonej liście w kategorii VU (narażony).